# 222

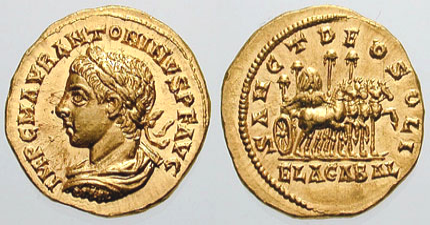
Keizer Elagabalus

Het jaar 222 is het 22e jaar in de 3e eeuw volgens de christelijke jaartelling.

## Gebeurtenissen

### Italië
- 11 maart - Keizer Elagabalus en zijn moeder Julia Soaemias worden door de pretoriaanse garde doodgestoken en onthoofd. Hun verminkte lichamen worden door de straten van Rome gesleept en in de Tiber gegooid.
- De 13-jarige Alexander Severus wordt benoemd tot keizer. Zijn moeder Julia Mamaea regeert als regentes samen met Domitius Ulpianus en een raad van 16 senatoren over het Romeinse Keizerrijk.
- 14 oktober - Paus Calixtus I wordt door een agressieve volksmenigte vermoord en bij de Basiliek van Santa Maria in Trastevere in een put gegooid. Hij wordt opgevolgd door Urbanus I (222 - 230) als de zeventiende paus van Rome.

### China
- Drie Koninkrijken: keizer Cao Pi erkent het gezag van het koninkrijk Wu gesticht door Sun Quan.
- Slag bij Yiling: Keizer Liu Bei valt Wu binnen, Sun Quan sluit een alliantie met het koninkrijk Wei.

## Overleden
- Bardaisan (68), christelijk schrijver van de Nestoriaanse Kerk
- Calixtus I, paus van de Katholieke Kerk
- Julia Soaemias (42), keizerin en moeder van Elagabalus
- 11 maart - Varius Avitus Bassianus (Elagabalus) (18), keizer van het Romeinse Keizerrijk